# Émile van Ermengem
Émile Pierre Marie van Ermengem, né le 15 août 1851 à Louvain et mort le 29 septembre 1932 à Ixelles, est un bactériologiste belge qui fut professeur à la faculté de médecine de  l'université de Gand. Il est connu pour avoir, en 1895, réussi à isoler le germe Clostridium botulinum, la bactérie responsable du botulisme, une maladie infectieuse dont la description avait été donnée dès 1822 par l'Allemand Justinus Kerner.

## Biographie
Il commence sa carrière à l'université Humboldt de Berlin, avec Robert Koch. En 1886, il publie ses travaux dans un ouvrage intitulé Neue Untersuchungen über die Cholera-Mikroben (Nouvelles recherches sur le microbe du choléra), édité par Richard Kukula. Ce texte de référence connaît plusieurs rééditions jusqu'en 2010.

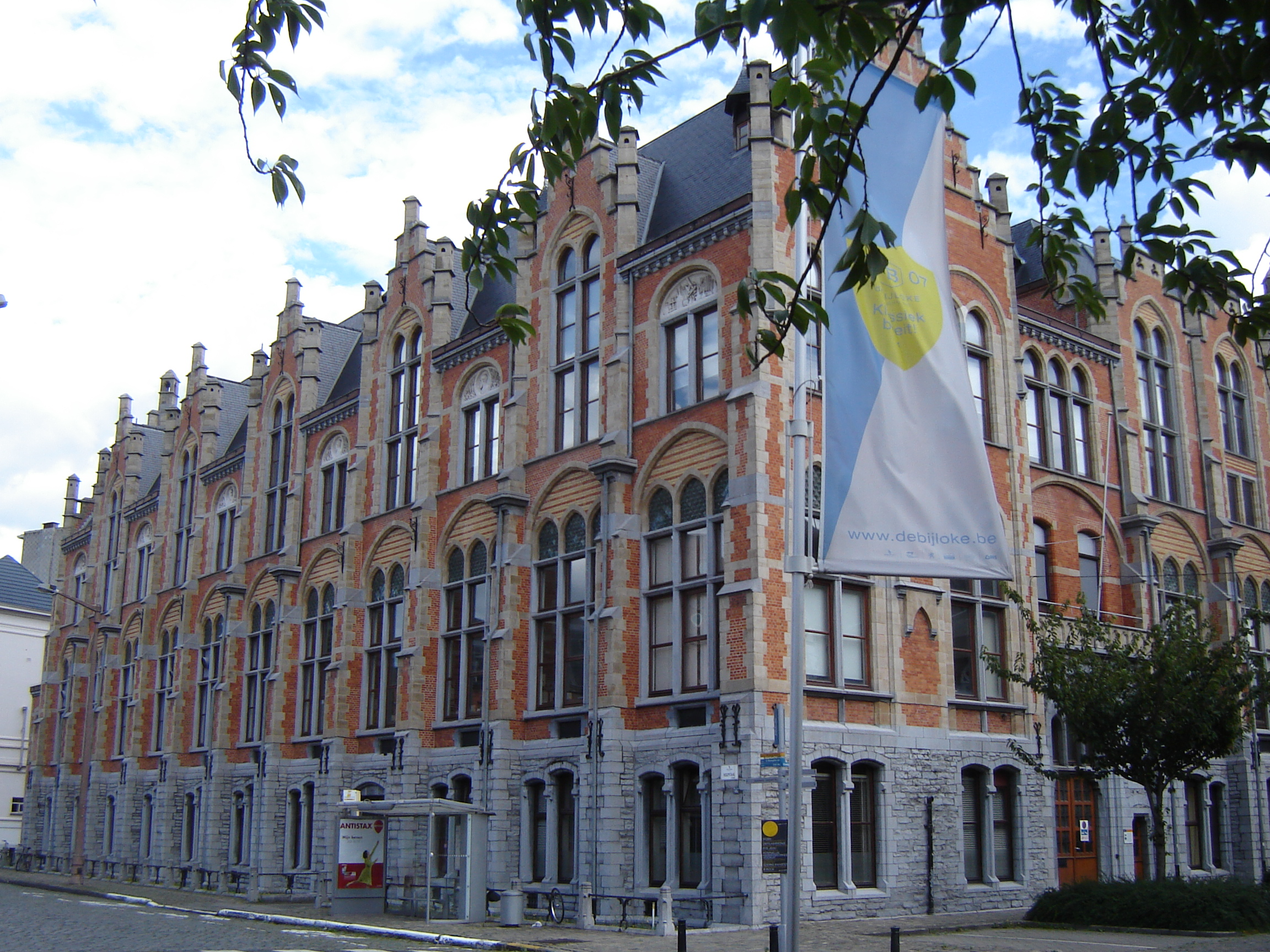
L'institut Rommelaere, qui abrita le laboratoire d'Ermengem.

Après son séjour à Berlin, il est nommé professeur à Gand. En 1895, il identifie une intoxication alimentaire ayant entraîné la mort de trois musiciens qui avaient pris part à un repas d'enterrement à Ellezelles au cours duquel ils avaient consommé un jambon mal cuit. Il retrouve sur des coupes histologiques des rates des défunts la même bactérie que dans le jambon et lui donne le nom de Bacillus botulinus sans toutefois parvenir à visualiser un effet du poison sur les tissus. Il publie ses conclusions deux ans plus tard dans la revue allemande Zeitschrift für Hygiene und Infektionskrankheiten.
Son laboratoire était situé dans le quartier de Byloke où l'Institut Rommelaere sera construit quelques années après sa  découverte.
Il est le père de l'écrivain Franz Hellens et du critique d'art François Maret.
Il est secrétaire perpétuel de l'Académie royale de médecine de Belgique de 1919 jusqu'à sa mort.